# Cadel Evans Great Ocean Road Race Women 2019
La 5.ª edición de la clásica ciclista Cadel Evans Great Ocean Road Race Women fue una carrera en Australia que se celebró el 26 de enero de 2019 sobre un recorrido de 113,3 km.
La carrera hizo parte del Calendario UCI Femenino 2019 como competencia de categoría UCI 1.1 y fue ganada por la ciclista cubana Arlenis Sierra del equipo Astana Women's. El podio lo completaron, las ciclistas australianas Lucy Kennedy y Amanda Spratt, ambas del equipo Mitchelton Scott.

## Equipos participantes
Tomaron parte en la carrera 15 equipos de los cuales 10 fueron equipos de categoría UCI Women's Team, 2 selecciones nacionales y 3 equipos regionales y de clubes. Los equipos participantes fueron:
| Equipos femeninos (10)- Alé Cipollini - Astana Women's - BePink - CCC-Liv - Doltcini-Van Eyck Sport - Mitchelton-Scott - Rally UHC Cycling Women - Swapit Agolico - Tibco-Silicon Valley Bank - Trek-Segafredo Equipo nacional- Nueva Zelanda translation for headoftableIII_translate index 39 not found- Korda Mentha Real Estate Australia Equipos regionales y de clubes (3)- Gusto StepFWD KOM - Specialized Women's Racing - Sydney University |
| |

## Clasificación final
Las clasificaciones finalizaron de la siguiente forma:
| \| Clasificación general \| Clasificación general \| Clasificación general \| Clasificación general \| Clasificación general \| \| Ciclista \| Ciclista \| Equipo \| Tiempo \| \| \| --------------------- \| ---------------------- \| ---------------------------------- \| --------------------- \| --------------------- \| \| 1.ª \| Arlenis Sierra \| Astana Women's Team \| 3 h 07 min 10 s \| \| \| 2.ª \| Lucy Kennedy \| Mitchelton-Scott \| + 19 s \| \| \| 3.ª \| Amanda Spratt \| Mitchelton-Scott \| + 19 s \| \| \| 4.ª \| Ashleigh Moolman-Pasio \| CCC-Liv \| + 34 s \| \| \| 5.ª \| Elisa Longo Borghini \| Trek-Segafredo \| + 34 s \| \| \| 6.ª \| Brodie Chapman \| Tibco-Silicon Valley Bank \| + 34 s \| \| \| 7.ª \| Rachel Neylan \| Korda Mentha Real Estate Australia \| + 39 s \| \| \| 8.ª \| Emily Roper \| Korda Mentha Real Estate Australia \| + 55 s \| \| \| 9.ª \| Ruth Winder \| Trek-Segafredo \| + 55 s \| \| \| 10.ª \| Grace Brown \| Mitchelton-Scott \| + 55 s \| \| |                        |                                    |                 |
| |                        |                                    |                 |
| Fuente: ProCyclingStats |                        |                                    |                 |
| Clasificación general |                        |                                    |                 |
| Ciclista | Ciclista               | Equipo                             | Tiempo          |
| 1.ª | Arlenis Sierra         | Astana Women's Team                | 3 h 07 min 10 s |
| 2.ª | Lucy Kennedy           | Mitchelton-Scott                   | + 19 s          |
| 3.ª | Amanda Spratt          | Mitchelton-Scott                   | + 19 s          |
| 4.ª | Ashleigh Moolman-Pasio | CCC-Liv                            | + 34 s          |
| 5.ª | Elisa Longo Borghini   | Trek-Segafredo                     | + 34 s          |
| 6.ª | Brodie Chapman         | Tibco-Silicon Valley Bank          | + 34 s          |
| 7.ª | Rachel Neylan          | Korda Mentha Real Estate Australia | + 39 s          |
| 8.ª | Emily Roper            | Korda Mentha Real Estate Australia | + 55 s          |
| 9.ª | Ruth Winder            | Trek-Segafredo                     | + 55 s          |
| 10.ª | Grace Brown            | Mitchelton-Scott                   | + 55 s          |